# Cardinals Feldkirch
Der Baseballverein BSC Feldkirch Cardinals aus Feldkirch  wurde 1990 gegründet. Sieben Jahre nach Gründung gelang der Aufstieg in die damalige 2. Bundesliga West, nach der Umstrukturierung  Regionalliga-West. 2001 konnte die Vizemeisterschaft erkämpft und 2002 verteidigt werden. 2005 wurde in einer Spielgemeinschaft mit Dornbirn erneut der zweite Platz in der Regionalliga errungen. Der Aufstieg in die Österreichische Baseball-Bundesliga (BBL) gelang 2007. Gleich in der ersten Saison 2008 erreichte die Mannschaft Platz drei.
Ein Schwerpunkt des Vereins liegt in der Nachwuchsarbeit. Die Cardinals melden neben Mannschaften in der Österreichischen Bundesliga, der Regionalliga West und der Landesliga Vorarlberg drei Jugendteams (Jugend U15, Schüler U13, Kinder U10) sowie ein Slowpitch-Softballteam für den Spielbetrieb.